# Pan troglodytes
Lo scimpanzé comune (Pan troglodytes Blumenbach, 1775) è un primate della famiglia degli ominidi.
Insieme al bonobo è l'unica specie vivente del genere Pan. Le due specie sono quelle viventi evolutivamente più affini all'Homo sapiens e secondo alcuni scienziati dovrebbero essere riclassificate nel genere Homo. Secondo altri è il termine Homo sapiens ad essere inadeguato e l'essere umano andrebbe riclassificato sotto il genere Pan, come già fece Linneo nella prima edizione del suo Systema naturæ.

## Filogenesi e genetica
Insieme al bonobo, condivide con l'umano moderno un antenato comune circa 5-7 milioni di anni fa, essendo le due specie quelle viventi filogeneticamente e geneticamente più vicine alla specie umana. Il DNA dello scimpanzé corrisponde infatti a quello dell'homo sapiens in una percentuale oscillante intorno al 97-98% e si articola in n=24 coppie di cromosomi. Nell'essere umano i cromosomi 12 e 13 si sono fusi, formando il cromosoma 2; l'essere umano ha pertanto n=23 coppie. Il National Human Genome Research Institute ha inoltre confermato che il genoma dello scimpanzé è di circa lo 0,4% divergente dal genoma del bonobo, la specie vivente a lui più affine, separatosi intorno al milione di anni fa nell'area del bacino del fiume Congo, probabilmente per speciazione allopatrica.
La differenza di sequenza del DNA tra gli esseri umani e gli scimpanzé è di circa 35 milioni di cambiamenti di singolo nucleotide, cinque milioni di eventi di inserzione/delezione e vari riarrangiamenti cromosomici. Omologhi proteici umani e di scimpanzé differiscono tipicamente solo in media di due aminoacidi. Circa il 30% di tutte le proteine umane sono identiche in sequenza per la proteina corrispondente dello scimpanzé. Duplicazioni di piccole parti di cromosomi sono stati la principale fonte di differenze in materiale genetico tra umani e scimpanzé; circa il 2,7% dei genomi corrispondenti moderni rappresentano le differenze, prodotti da duplicazioni geniche o cancellazioni, durante i circa 4-6 000 000 anni da quando gli esseri umani e gli scimpanzé si discostarono dal loro antenato comune evolutivo.
I risultati delle analisi del genoma umano e di scimpanzé, attualmente in corso da parte di genetisti tra cui David Reich, dell'Harvard Medical School, che ipotizza una lunga e articolata serie di reincroci all'origine della divergenza evolutiva tra umani e antropomorfi attuali, dovrebbero aiutare a comprendere le basi genetiche di alcune malattie umane.

## Classificazione e distribuzione
Allo stato naturale gli scimpanzé vivono solo in Africa centro-occidentale, nella zona equatoriale, e il loro habitat tipico è la foresta tropicale. 
Sono state descritte quattro sottospecie di scimpanzé:
- Pan troglodytes troglodytes diffusa in Africa centrale (Repubblica Centrafricana, Camerun, Guinea Equatoriale, Gabon, Congo e R.D. Congo)
- Pan troglodytes verus diffusa in Africa occidentale (Senegal, Mali, Guinea, Sierra Leone, Liberia, Costa d'Avorio e Ghana)
- Pan troglodytes ellioti (o Pan troglodytes vellerosus) diffusa in Nigeria e Camerun
- Pan troglodytes schweinfurthii diffusa in Africa orientale (Repubblica Centrafricana, Sudan del Sud, R.D. Congo, Uganda, Burundi e Tanzania)

Una popolazione di scimpanzé occidentali si è separata dalle altre sottospecie circa 500 000 anni fa.
Studi genetici riconoscono l'esistenza di tre popolazioni di due cladi distinti sottolineando che la popolazione del Golfo di Guinea è significativamente diversa dalle altre.

## Aspetto ed etologia

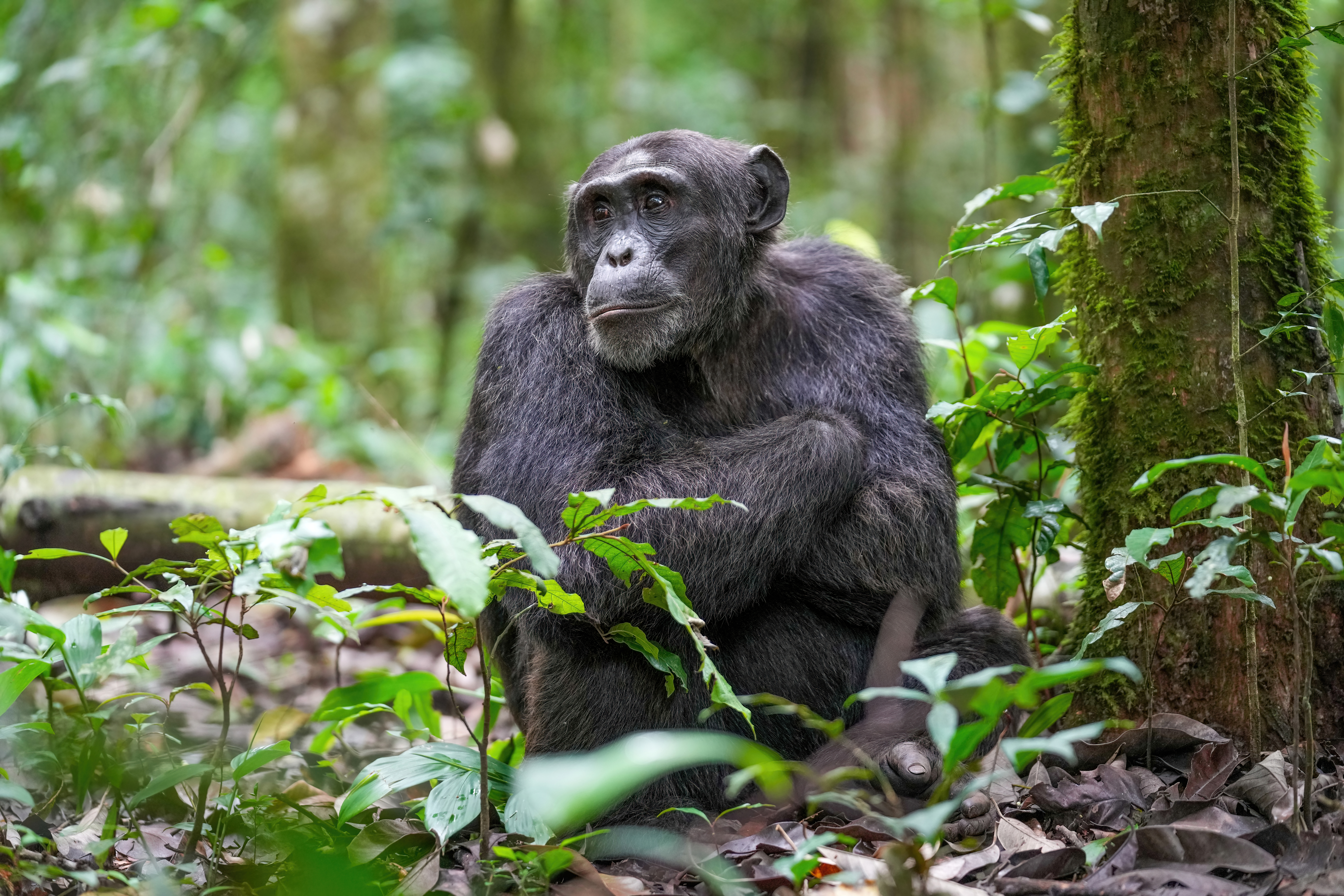
Scimpanzé maschio alfa nel Parco nazionale di Kibale, Uganda.

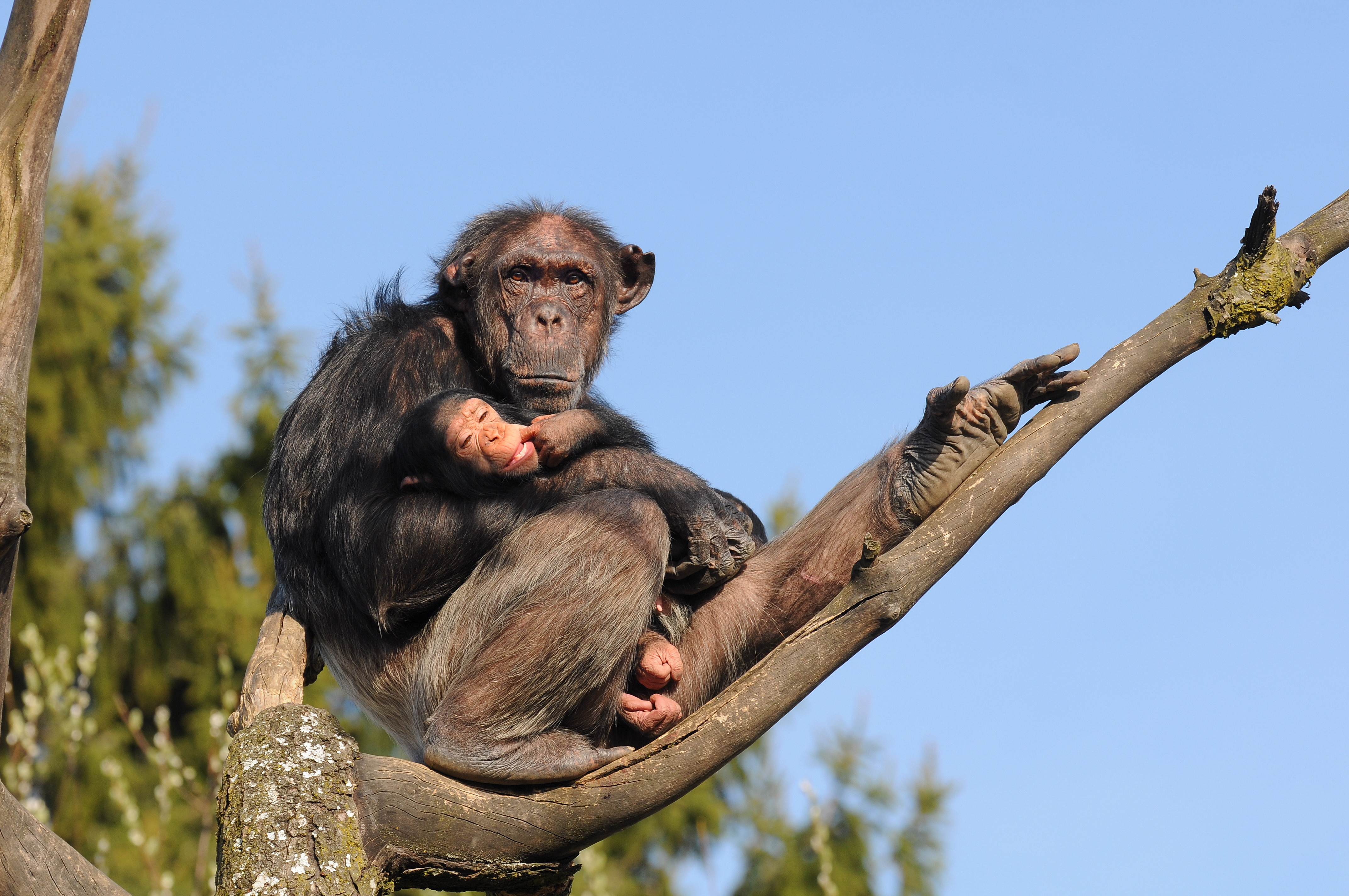
Pan troglodytes

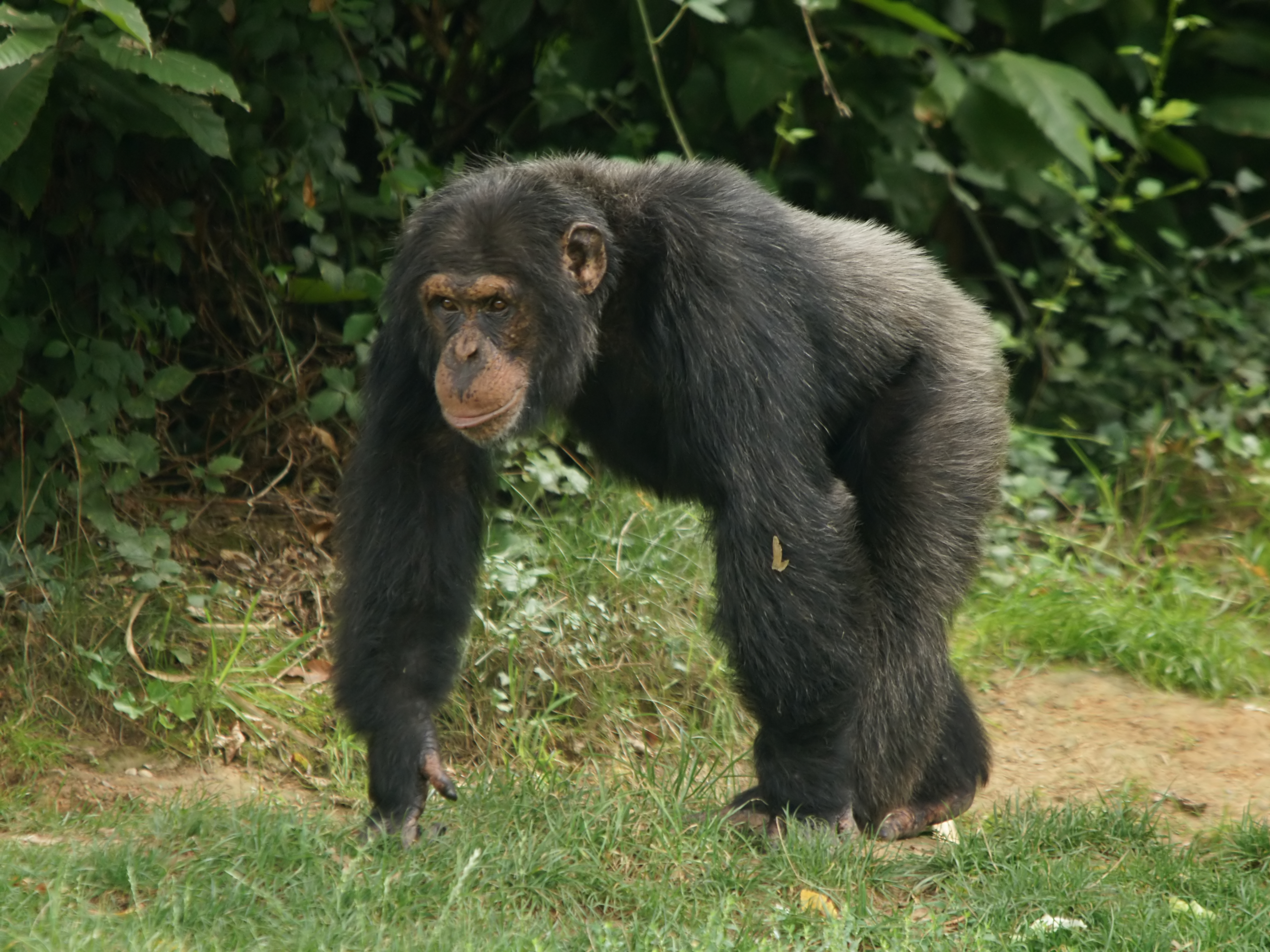
Esemplare maschio a La Vallée de Singes, a Romagne, Francia

Gli scimpanzé sono mediamente alti dagli 80 ai 130 cm sulle quattro zampe e pesano 35–45 kg le femmine e 45–65 kg i maschi. I maschi sono più grossi delle femmine e quando si alzano sulle zampe posteriori raggiungono anche i 160 cm di altezza, mentre le seconde in genere non superano i 130. La colorazione del pelo è di solito molto scura e tendente al nero, anche se si sono registrati casi eccezionali di scimpanzé albini.
Vivono in branchi più o meno numerosi, composti di maschi, femmine e cuccioli. A guidarli sono di solito i maschi. Una delle attività più curiose del branco è quella dello "spulciamento" reciproco (il "grooming"), che è un importante fattore di aggregazione sociale. Gli scimpanzé sono prevalentemente arboricoli e usano costruirsi un nido fra i rami per la notte, ma passano anche molto tempo a terra. Il loro principale nemico naturale è il leopardo, che tende loro agguati di notte e li uccide azzannandoli alla gola.

### Alimentazione
Lo scimpanzé come l'essere umano è onnivoro, anche se prevalentemente vegetariano. Oltre che di frutta, si ciba anche di semi, fiori, gemme, steli, midollo (vegetale), corteccia e resina. Lo scimpanzé completa la sua alimentazione con miele, insetti, lumache, ragni e scorpioni, uccelli e loro uova, talora piccoli mammiferi compresi i primati stessi. Si stima che la carne consista nel 3% del totale della sua alimentazione. Il colobo rosso è in cima alle sue preferenze tra le prede mammifere. Altre prede sono i cercopitechi nasobianco del Congo, i babbuini gialli,  i cefalofi, i  tragelafi striati  e i facoceri.
Si registrano anche saltuarie predazioni a carico di bambini..

### Comportamento nella caccia
Quando preda scimmie di piccole dimensioni come il colobo rosso, lo scimpanzé caccia in zone in cui la copertura forestale è interrotta o irregolare. Questo gli permette di catturare facilmente le scimmie quando le insegue nella direzione appropriata.
Gli scimpanzé possono anche cacciare come una squadra coordinata, in modo da potersi accaparrare la preda con una copertura continua. Durante una caccia arborea ogni scimpanzé, nei gruppi di caccia, ha un ruolo specifico.
I drivers servono a mantenere la preda in fuga in una certa direzione e seguirla senza tentare una cattura. I bloccanti sono di stanza alla base degli alberi e salgono fino a bloccare la preda che ripartirà in una direzione diversa. I cacciatori sanno muoversi rapidamente per tentare una cattura. Infine, gli attaccanti si nascondono e si posizionano in aree non ancora raggiunte dalla preda e scattano quando si avvicina la scimmia predata. Sia adulti che cuccioli sono predati; tuttavia i maschi adulti di colobo nero-bianco attaccheranno preventivamente gli scimpanzé in caccia. A Gombe, lo scimpanzé teme in genere i colobi adulti. Preferisce strappare cuccioli dal ventre della madre, senza danneggiare le madri. Gli scimpanzé maschi cacciano più delle femmine. Quando hanno catturato e ucciso, il pasto è distribuito a tutti i membri del gruppo di caccia e agli altri astanti.
Da uno studio nel Parco Nazionale Kibale in Uganda, è stato osservato che gli scimpanzé raramente mostrano interesse per le carcasse di grandi animali uccisi da leopardi o altri predatori. Questo potrebbe verificarsi perché gli scimpanzé non riconoscono tali animali come loro prede o per evitare di ammalarsi mangiando carne morta.

### Studi sulla forza
Come in molte altre scimmie, le braccia più lunghe e robuste delle gambe lo rendono molto più forte di quanto sembri. In passato, si riteneva che uno scimpanzé fosse da 4 a 7 volte più forte di un uomo adulto. Questo anche in base a un test del 1924, in cui un uomo di 75 kg con una mano ha spostato 90 kg, uno scimpanzé maschio di 75 kg ne ha spostati 390 e una femmina di 61 kg ha mosso 550 kg. Questa superiore forza delle braccia era spiegata con il fatto che lo scimpanzé è parzialmente un quadrupede e usa le braccia per la locomozione; il che rende i relativi arti superiori molto più sviluppati rispetto all'essere umano.
Secondo un nuovo studio, tuttavia, le fibre muscolari degli scimpanzé sarebbero solamente una volta e mezzo più forti delle nostre. Osservando la camminata degli scimpanzé e analizzando la loro muscolatura, prelevando piccole porzioni di tessuto muscolare da tre esemplari,è emerso che, quando si tratta di saltare o di arrampicarsi, gli scimpanzé hanno una forza muscolare limitatamente superiore rispetto a quella degli esseri umani. La ragione è che il 67% delle fibre del muscolo degli scimpanzé sono a contrazione rapida, più "forti" e veloci, mentre più del 50% delle fibre del muscolo degli homo sapiens sono a contrazione lenta, maggiormente adatta a sforzi muscolari meno intensi ma di durata più lunga. Dunque, durante l'evoluzione gli esseri umani hanno sacrificato la forza intesa come potenza, in favore della forza intesa come resistenza, al fine di poter cacciare le prede su lunghe distanze.

### Studi sull'intelligenza
È opinione diffusa che lo scimpanzé sia l'animale più intelligente dopo l'essere umano; alcuni esemplari particolarmente dotati, in cattività hanno avuto un quoziente d'intelligenza intorno ai 40, ed essendo il QI una scala relativa il valore raggiunge 80-90 se comparato a dei bambini di età specifica, cioè come un sopraccitato bambino di intelligenza al di sotto della media, che per definizione è 100; questa intelligenza animale superiore è condivisa con i delfini e alcune specie di pappagalli.
In natura sono in grado di usare utensili, ad esempio un rametto da inserire in un termitaio per catturare gli insetti, oppure pietre da tirare contro un eventuale predatore. Allevati in cattività, gli scimpanzé dimostrano di poter apprendere la lingua dei segni e di poter esprimere numerosi concetti e imparare a usare diversi strumenti, quali computer e telefoni, o eseguire rapidi e semplici calcoli, grazie anche alla propria velocità di memoria visiva. Alcuni scimpanzé in cattività guardano la televisione per divertimento, bevono bibite gassate dopo aver aperto le lattine e qualcuno ha persino sviluppato il vizio del fumo.
La capacità di utilizzare utensili rese famoso nel 1964 un esemplare dello zoo svedese Borås Djurpark: all'animale furono fatti dipingere da un giornalista, con la complicità di un guardiano, alcuni quadri. Le opere, firmate dall'uomo con lo pseudonimo di Pierre Brassau, furono esposte in una galleria d'arte e spacciate come il lavoro di un giovane artista d'avanguardia. La burla riuscì tanto che alcuni critici apprezzarono pubblicamente i dipinti.

### Cultura
Gli studi di Jane Goodall hanno dimostrato l'esistenza di una vera e propria cultura nelle comunità di scimpanzé della Tanzania, analoga a quella dei primi appartenenti al genere Homo e Australopithecus. Questi studi hanno consentito di chiarire le differenze fra scimpanzé e bonobo e di identificare entrambe le specie come ominidi (insieme ai gorilla), a differenza dell'orango (primate appartenente ai pongidi); la Goodall è stata fra gli ideatori del Progetto Grandi Scimmie Antropomorfe che mira a ottenere, per i grandi primati, un certo numero di diritti fondamentali riconosciuti a livello internazionale all'essere umano, quali il diritto alla vita, alla protezione della libertà individuale e alla protezione dalla tortura. Ha inoltre evidenziato la scoperta dell'uso di utensili da parte degli scimpanzé: la studiosa, infatti, ha scoperto che questi animali sono soliti utilizzare, ad esempio, degli stecchini per "pescare" le termiti all'interno dei loro nidi, le larve e i galagoni dalle cavità dei tronchi d'albero o il miele dagli alveari, o ancora l'utilizzo di pietre per rompere i gusci dei semi più duri.
Studi recenti hanno dimostrato che gli scimpanzé hanno la consapevolezza della morte degli altri individui, non solamente come accade in altri animali molto intelligenti, che spesso appaiono depressi o provano vero dispiacere per la morte di un compagno, di un cucciolo o di un umano (se addomesticati), ma come vera capacità di astrazione e autocoscienza, dimostrata anche dai comportamenti ritualistici documentati. Essi hanno inoltre una morale di gruppo, talvolta comportamenti negativi, come fare la guerra organizzati in bande composte dal clan famigliare o dal branco, che divengono così una tribù; talvolta indulgono, se particolarmente affamati, al cannibalismo di membri estranei al gruppo appena uccisi. Tali comportamenti appaiono del tutto analoghi a quelli umani e ben distinti da quelli di altri animali gregari.

## Conservazione
La specie, in base ai criteri della Lista rossa IUCN è considerata in pericolo di estinzione.
È inserita nella Appendice I della CITES (divieto assoluto di commercio tranne che per documentate esigenze di ricerca scientifica).

## Gli scimpanzé al cinema
Molti scimpanzé addestrati sono diventati famosi come star del cinema: basti pensare all'esemplare che ha interpretato i film di Tarzan nella parte di Cheeta. In realtà per il ruolo di Cheeta sono stati usati negli anni diversi scimpanzé, talora anche più di un esemplare nello stesso film, ma non esiste una documentazione affidabile e dettagliata in merito.
Uno scimpanzé di nome Jiggs, che oggi si trova al C.H.E.E.T.A. Primate Sanctuary, è stato per diverso tempo indicato come lo scimpanzé più longevo di cui si avesse notizia (cosa che gli valse anche la menzione nel Guinness dei Primati), in quanto si sosteneva che fosse nato negli anni trenta e che avesse interpretato Cheeta in molti film di Johnny Weissmuller e di Lex Barker. Questa affermazione fu contestata nel 2008 dal giornalista R. D. Rosen, che dimostrò che il Jiggs del C.H.E.E.T.A. era nato negli anni sessanta e non era mai comparso nei film di Tarzan.
In televisione, gli scimpanzé sono comparsi nelle serie Monk, Io e la scimmia, Lancillotto 008 e, più di recente, in Il nostro amico Charly.
Due esemplari di nome Phil e Mason appaiono nei film d'animazione Madagascar, Madagascar 2 e Madagascar 3 - Ricercati in Europa e nella serie spin-off I pinguini di Madagascar.